# マサチューセッツ州の都市圏の一覧

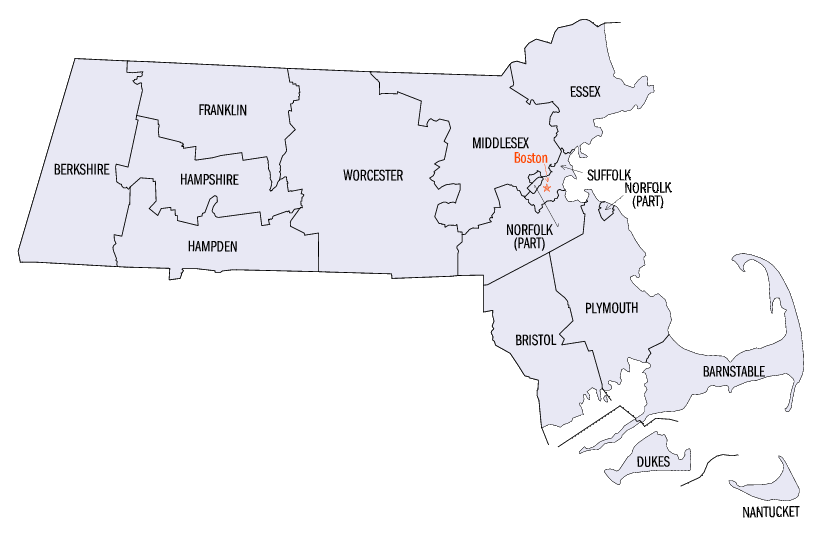
マサチューセッツ州の14郡を示す地図

本項目はマサチューセッツ州の都市圏の一覧（マサチューセッツしゅうのとしけんのいちらん）である。
アメリカ合衆国国勢調査局は、マサチューセッツ州に合同統計地域（CSA/広域都市圏）2ヶ所、大都市統計地域（MSA/都市圏）7ヶ所、および小都市統計地域（μSA/小都市圏）3ヶ所を定義している。下表には、左列より以下の情報を示す。
- 合同統計地域（定義されている場合）の名称
- 合同統計地域の人口
- コアベース統計地域（大都市統計地域および小都市統計地域）の名称
- コアベース統計地域の人口
- 各統計地域に含まれる郡の名称
- 各統計地域に含まれる郡の人口

なお、下表においては、マサチューセッツ州と他州にまたがる合同統計地域およびコアベース統計地域については、名称と統計地域の総人口を青緑色で、マサチューセッツ州内の人口を黒色でそれぞれ示す。また、他州のコアベース統計地域および郡については、その名称と人口を緑色でそれぞれ示す。
下表における人口の数値はすべて2020年に行われた国勢調査時のものである。また、合同統計地域、コアベース統計地域（大都市統計地域・小都市統計地域）のいずれも、2023年7月21日時点での定義に従う。
| 合同統計地域                                                 | 人口                | コアベース統計地域                       | 人口                | 郡                                     | 人口      |
| ------------------------------------------------------------ | ------------------- | ---------------------------------------- | ------------------- | -------------------------------------- | --------- |
| ボストン・ウースター・プロビデンス広域都市圏                 | 8,349,768 6,166,874 | ボストン・ケンブリッジ・ニュートン都市圏 | 4,941,632 4,496,567 | ミドルセックス郡                       | 1,632,002 |
| ボストン・ウースター・プロビデンス広域都市圏                 | 8,349,768 6,166,874 | ボストン・ケンブリッジ・ニュートン都市圏 | 4,941,632 4,496,567 | エセックス郡                           | 809,829   |
| ボストン・ウースター・プロビデンス広域都市圏                 | 8,349,768 6,166,874 | ボストン・ケンブリッジ・ニュートン都市圏 | 4,941,632 4,496,567 | サフォーク郡                           | 797,936   |
| ボストン・ウースター・プロビデンス広域都市圏                 | 8,349,768 6,166,874 | ボストン・ケンブリッジ・ニュートン都市圏 | 4,941,632 4,496,567 | ノーフォーク郡                         | 725,981   |
| ボストン・ウースター・プロビデンス広域都市圏                 | 8,349,768 6,166,874 | ボストン・ケンブリッジ・ニュートン都市圏 | 4,941,632 4,496,567 | プリマス郡                             | 530,819   |
| ボストン・ウースター・プロビデンス広域都市圏                 | 8,349,768 6,166,874 | ボストン・ケンブリッジ・ニュートン都市圏 | 4,941,632 4,496,567 | ニューハンプシャー州ロッキンガム郡     | 314,176   |
| ボストン・ウースター・プロビデンス広域都市圏                 | 8,349,768 6,166,874 | ボストン・ケンブリッジ・ニュートン都市圏 | 4,941,632 4,496,567 | ニューハンプシャー州ストラッフォード郡 | 130,889   |
| ボストン・ウースター・プロビデンス広域都市圏                 | 8,349,768 6,166,874 | プロビデンス・ウォリック都市圏           | 1,676,579 579,200   | ロードアイランド州プロビデンス郡       | 660,741   |
| ボストン・ウースター・プロビデンス広域都市圏                 | 8,349,768 6,166,874 | プロビデンス・ウォリック都市圏           | 1,676,579 579,200   | ブリストル郡                           | 579,200   |
| ボストン・ウースター・プロビデンス広域都市圏                 | 8,349,768 6,166,874 | プロビデンス・ウォリック都市圏           | 1,676,579 579,200   | ロードアイランド州ケント郡             | 170,363   |
| ボストン・ウースター・プロビデンス広域都市圏                 | 8,349,768 6,166,874 | プロビデンス・ウォリック都市圏           | 1,676,579 579,200   | ロードアイランド州ワシントン郡         | 129,839   |
| ボストン・ウースター・プロビデンス広域都市圏                 | 8,349,768 6,166,874 | プロビデンス・ウォリック都市圏           | 1,676,579 579,200   | ロードアイランド州ニューポート郡       | 85,643    |
| ボストン・ウースター・プロビデンス広域都市圏                 | 8,349,768 6,166,874 | プロビデンス・ウォリック都市圏           | 1,676,579 579,200   | ロードアイランド州ブリストル郡         | 50,793    |
| ボストン・ウースター・プロビデンス広域都市圏                 | 8,349,768 6,166,874 | ウースター都市圏                         | 862,111             | ウースター郡                           | 862,111   |
| ボストン・ウースター・プロビデンス広域都市圏                 | 8,349,768 6,166,874 | マンチェスター・ナシュア都市圏           | 422,937             | ニューハンプシャー州ヒルズボロ郡       | 422,937   |
| ボストン・ウースター・プロビデンス広域都市圏                 | 8,349,768 6,166,874 | バーンスタブルタウン都市圏               | 228,996             | バーンスタブル郡                       | 228,996   |
| ボストン・ウースター・プロビデンス広域都市圏                 | 8,349,768 6,166,874 | コンコード小都市圏                       | 153,808             | ニューハンプシャー州メリマック郡       | 153,808   |
| ボストン・ウースター・プロビデンス広域都市圏                 | 8,349,768 6,166,874 | ラコニア小都市圏                         | 63,705              | ニューハンプシャー州ベルナップ郡       | 63,705    |
| スプリングフィールド・アマースト町・ノーサンプトン広域都市圏 | 699,162             | スプリングフィールド都市圏               | 465,825             | ハンプデン郡                           | 465,825   |
| スプリングフィールド・アマースト町・ノーサンプトン広域都市圏 | 699,162             | アマースト町・ノーサンプトン都市圏       | 162,308             | ハンプシャー郡                         | 162,308   |
| スプリングフィールド・アマースト町・ノーサンプトン広域都市圏 | 699,162             | グリーンフィールド小都市圏               | 71,029              | フランクリン郡                         | 71,029    |
|                                                              |                     | ピッツフィールド都市圏                   | 129,026             | バークシャー郡                         | 129,026   |
|                                                              |                     | ビニヤードヘイブン小都市圏               | 20,600              | デュークス郡                           | 20,600    |
|                                                              |                     | ナンタケット小都市圏                     | 14,255              | ナンタケット郡                         | 14,255    |

## 註
1. ↑  QuickFacts. U.S. Census Bureau. 2020年.
2. ↑  OMB Bulletin No. 23-01, Revised Delineations of Metropolitan Statistical Areas, Micropolitan Statistical Areas, and Combined Statistical Areas, and Guidance on Uses of the Delineations of These Areas. Office of Management and Budget. 2023年7月21日.